# درخت علف مکزیکی
درخت علف مکزیکی (نام علمی: Dasylirion longissimum) نام یک گونه از زیرخانواده کوله‌خاسیان است.